# 증강 분석
증강 분석(Augmented Analytics)은 기계 학습과 자연어 처리를 사용하여 전문가나 데이터 과학자가 일반적으로 수행하는 분석 프로세스를 자동화하는 데이터 분석 접근 방식이다. 이 용어는 2017년 리타 살람, 신디 하우슨, 칼리 이도인이 가트너 연구 논문에서 소개했다.
증강 분석은 비즈니스 인텔리전스와 분석을 기반으로 한다. 그래프 추출 단계에서는 다양한 소스의 데이터를 조사한다.

## 증강 분석 정의
- 기계 학습: 알고리즘을 사용하여 데이터를 선별하여 관계, 추세 및 패턴을 식별하는 체계적인 컴퓨팅 방법이다. 이는 프로그래밍된 규칙의 기반을 설정하는 대신 알고리즘이 데이터로부터 동적으로 학습할 수 있도록 하는 프로세스이다.[5][6]
- NLG(자연어 생성): 구조화되지 않은 데이터를 가져와 읽기 쉬운 일반 영어 언어로 변환하는 소프트웨어 기능이다.[7][8]
- 통찰력 자동화: 기계 학습 알고리즘을 사용하여 데이터 분석 프로세스를 자동화한다.[1]
- 자연어 쿼리: 사용자가 검색창에 입력하거나 말한 비즈니스 용어를 사용하여 데이터를 쿼리할 수 있다.[9]

## 데이터 민주화
데이터 민주화는 데이터 혼잡을 완화하고 데이터 "게이트키퍼"라는 인식을 없애기 위해 데이터 액세스를 민주화하는 것이다. 이 프로세스는 사용자가 데이터를 이해할 수 있는 방법과 함께 구현되어야 한다. 이 프로세스는 회사 의사 결정 속도를 높이고 데이터에 숨겨진 기회를 발견하기 위해 사용된다.
데이터 민주화에는 세 가지 측면이 있다.
1. 데이터 매개변수화 및 특성화.
2. 블록체인 및 DLT 기술의 OS를 사용한 데이터 분산화와 독립적으로 관리되는 안전한 데이터 교환을 통해 신뢰를 가능하게 함.
3. 동의 시장 중심의 데이터 수익화.

자산 연결과 관련하여 데이터 민주화의 채택과 사용을 가속화하는 두 가지 기능이 있다. 바로 분산형 ID 관리와 데이터 소유권에 대한 비즈니스 데이터 개체 수익화이다. 이를 통해 여러 개인과 조직이 참가자와 조직을 식별, 인증 및 권한 부여하여 여러 네트워크, 조직, 환경 및 사용 사례에서 서비스, 데이터 또는 시스템에 액세스할 수 있다. 이는 사용자에게 권한을 부여하고 개인화된 셀프 서비스 디지털 온보딩 시스템을 활성화하므로 사용자는 정보를 처리하기 위해 중앙 관리 기능에 의존하지 않고도 자체 인증할 수 있다. 동시에, 분산형 ID 관리는 사용자가 속성(역할, 부서, 조직 등) 및 물리적 위치를 기반으로 시스템 정책에 따라 작업을 수행할 수 있는 권한을 부여받도록 보장한다.